# 法裔海地人
法裔海地人，是指祖先是17-19世紀早期在海地生活的法國人的後裔。

## 殖民化
法國人最早是在17世紀來到西班牙島北方的托爾蒂島，他們多是一些海盜和冒險家。在17世紀後期，法國人實際控制了西班牙島西部，在1679年根据勒斯维克条约，西班牙正式把西班牙島西部割讓給法國，稱為法屬圣多明戈。法國開始鼓勵法國人移民島上，開墾了大量甘蔗種植園，並從西非引入大量黑奴協助工作。在早期還是法國人佔多數，但由於黑人數目增長快速，在18世紀的早期，聖多明戈人口中黑人已佔大多數，法國人和他們的黑人混血兒穆拉托人只佔少數。但法國人仍殘酷對待黑人以加快生產蔗糖滿足歐洲市場需要。

## 奴隸動亂與1804年海地大屠殺
在1791年，法屬聖多明戈的黑奴和穆拉托人叛亂。其中黑人要求自己的權利，廢止奴隸制，穆拉托人則要求各膚色平等。但因巴黎和聖多明戈的法國人不論年齡和性別私刑處死黑人和穆拉托人引起他們憤怒，之後是一連串屠殺。在1803年拿破崙的遠征軍慘敗後(31000名士兵中，只有7000至8000人倖存下來，20多名法國將軍死亡)，聖多明戈的黑奴如让-雅克·德萨林開始屠殺法國人，使他們大量逃亡回法國和前往其他拉丁美洲地區，但法國人離開後，經濟一落千丈，使海地從最有生產力的法國殖民地倒退成一個非洲生活型態的國家。